# Великое Село (Тутаевский район)
Великое Село — деревня в Тутаевском районе Ярославской области России. 
В рамках организации местного самоуправления входит в Левобережное сельское поселение, в рамках административно-территориального устройства — является центром Великосельского сельского округа.

## География
Расположено в 26 километрах к северу (по прямой) от центра города Тутаева.

## Население
| 2007 | 2010 |
| ---- | ---- |
| 161  | ↘145 |

Согласно результатам переписи 2002 года, в национальной структуре населения русские составляли 98 % от всех жителей.